# Traje talar

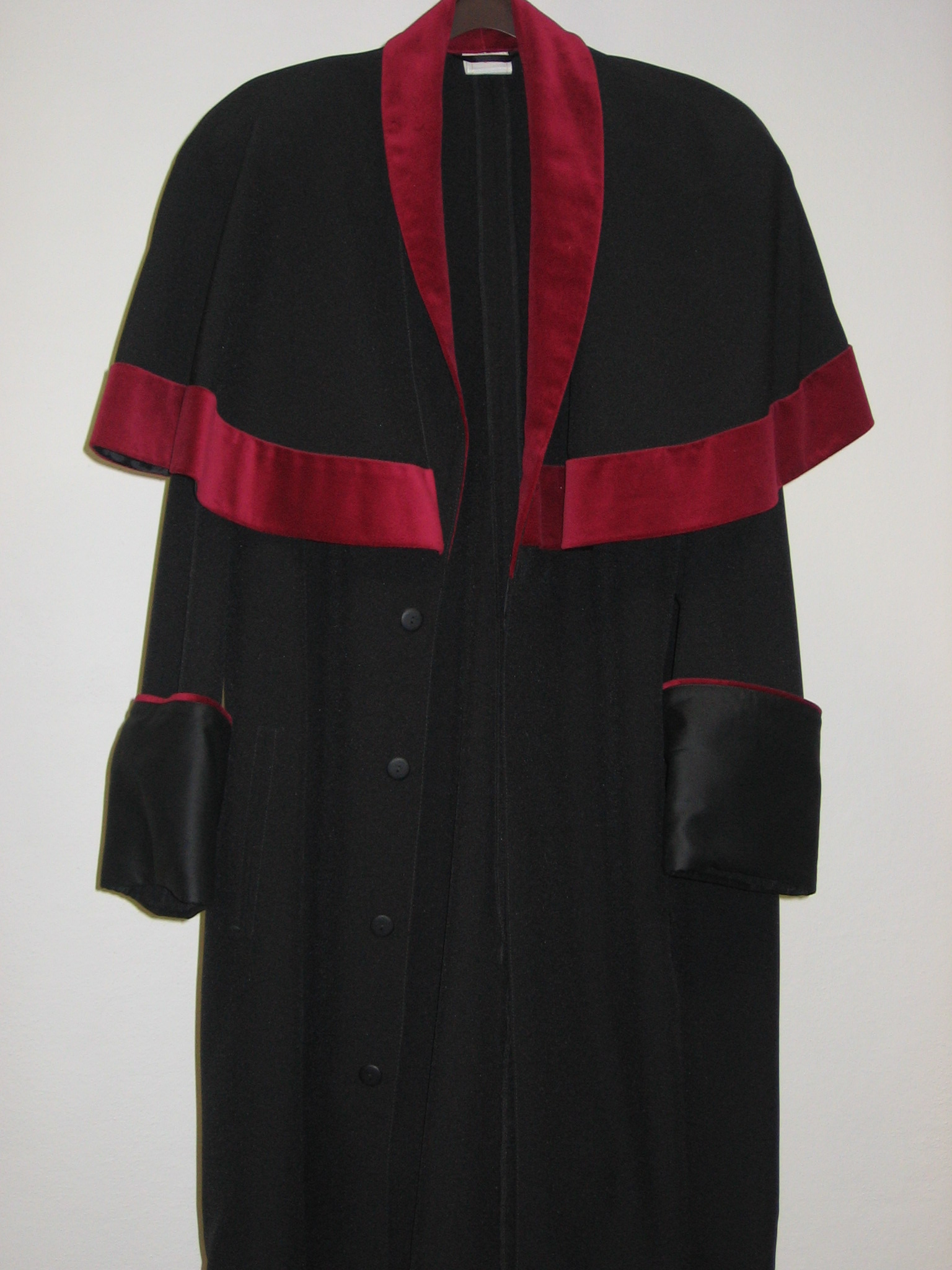

Traje talar es el traje largo, que llega hasta los talones (parte del cuerpo del que toma ese nombre). Además de ropajes antiguos, como la túnica, el manto (quitón) y la toga, que se utilizaba en sus distintas modalidades como vestidura por los ciudadanos en la Roma antigua, y que es el origen de los usos actuales; la ropa talar se empleó como indumentaria en la Edad Media, y se sigue utilizando como indumentaria eclesiástica (los clérigos). En algunos países, también se sigue usando como indumentaria judicial o forense (que usan los abogados y los jueces en los tribunales) y como indumentaria universitaria (tanto profesores como estudiantes, pero en la actualidad únicamente en actos solemnes, como las graduaciones).

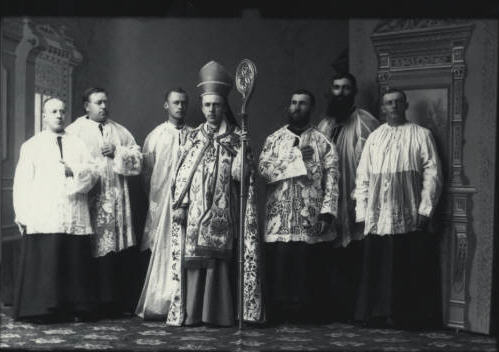
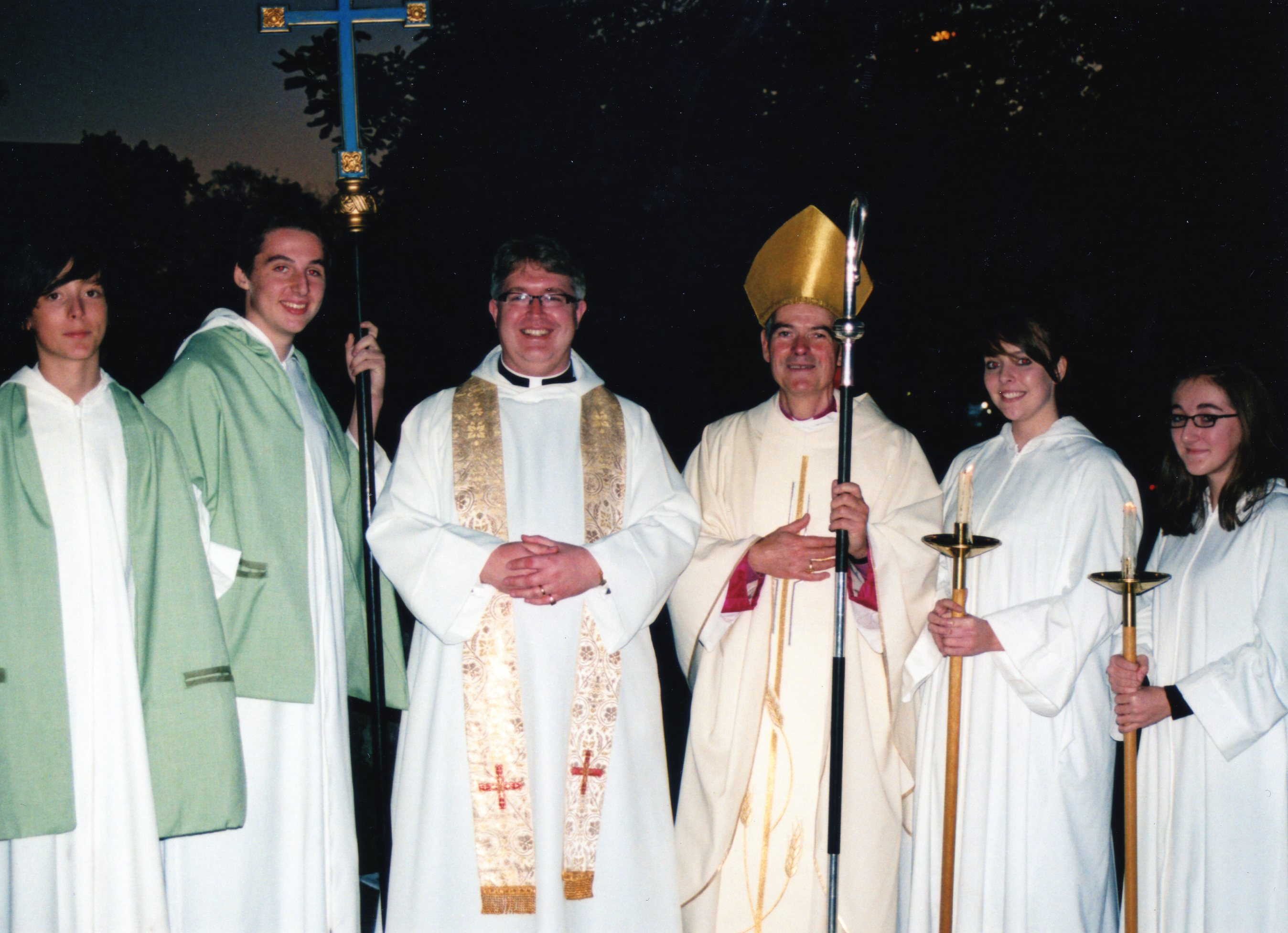
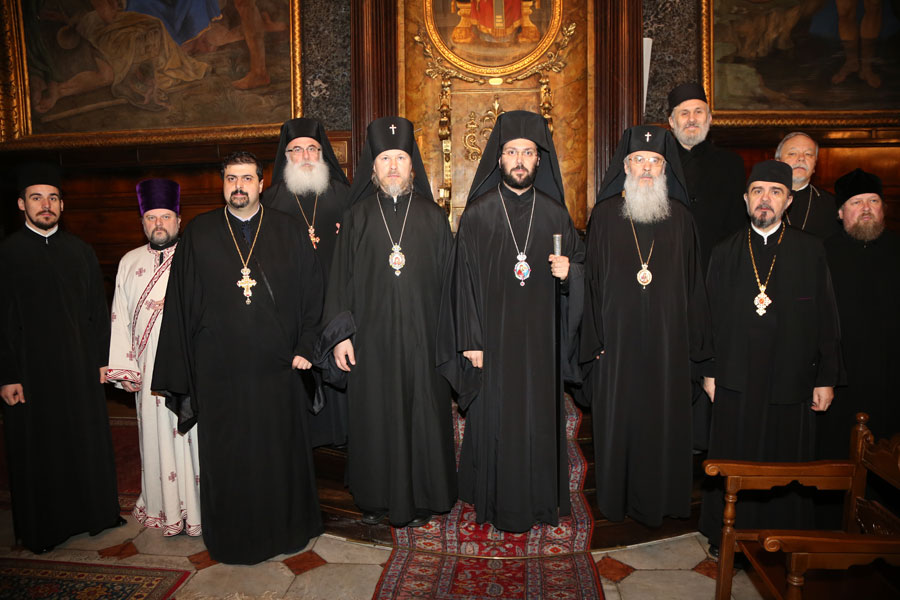
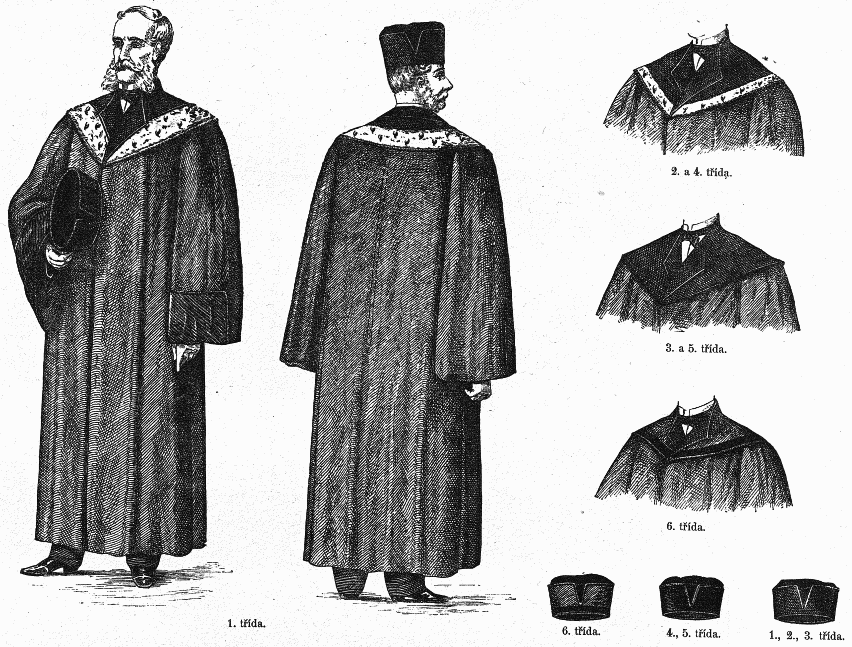
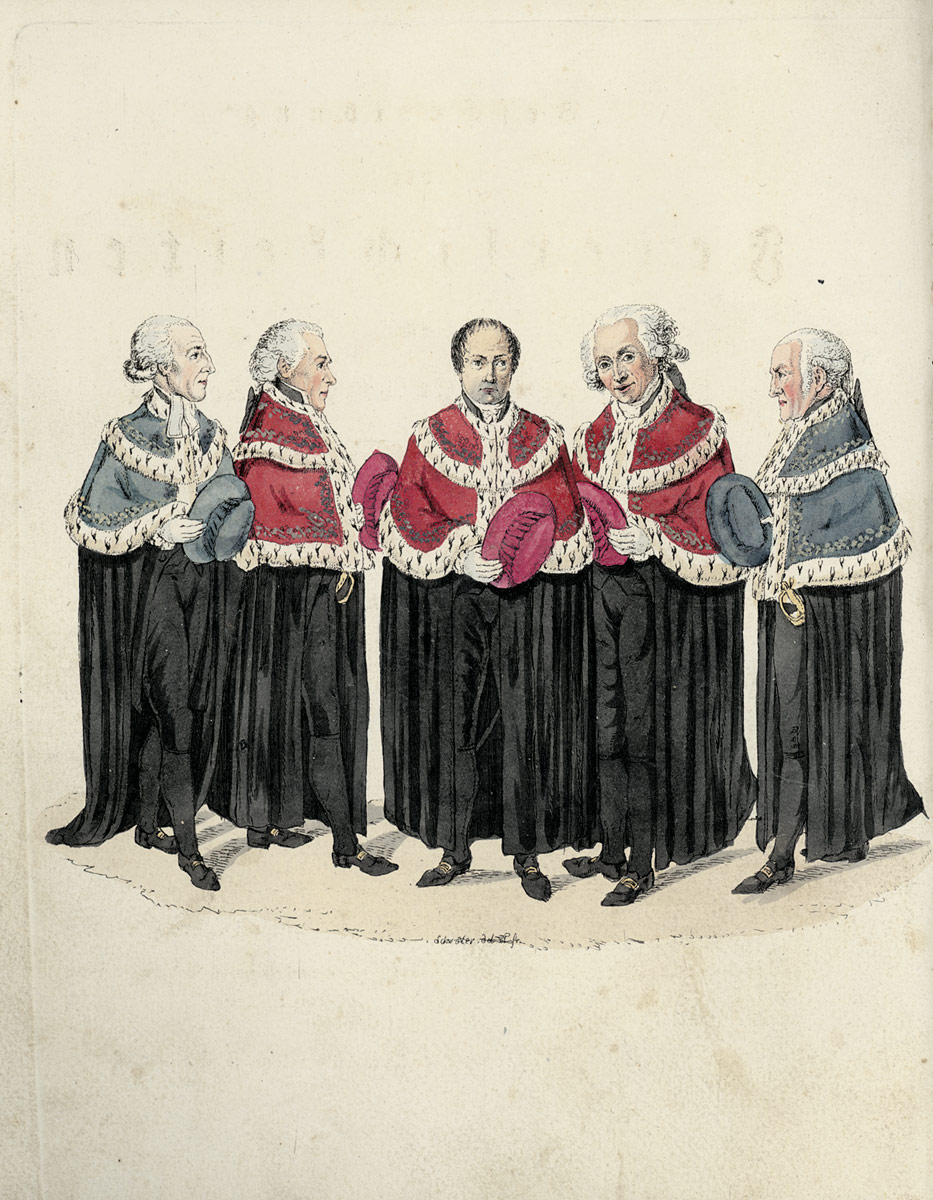
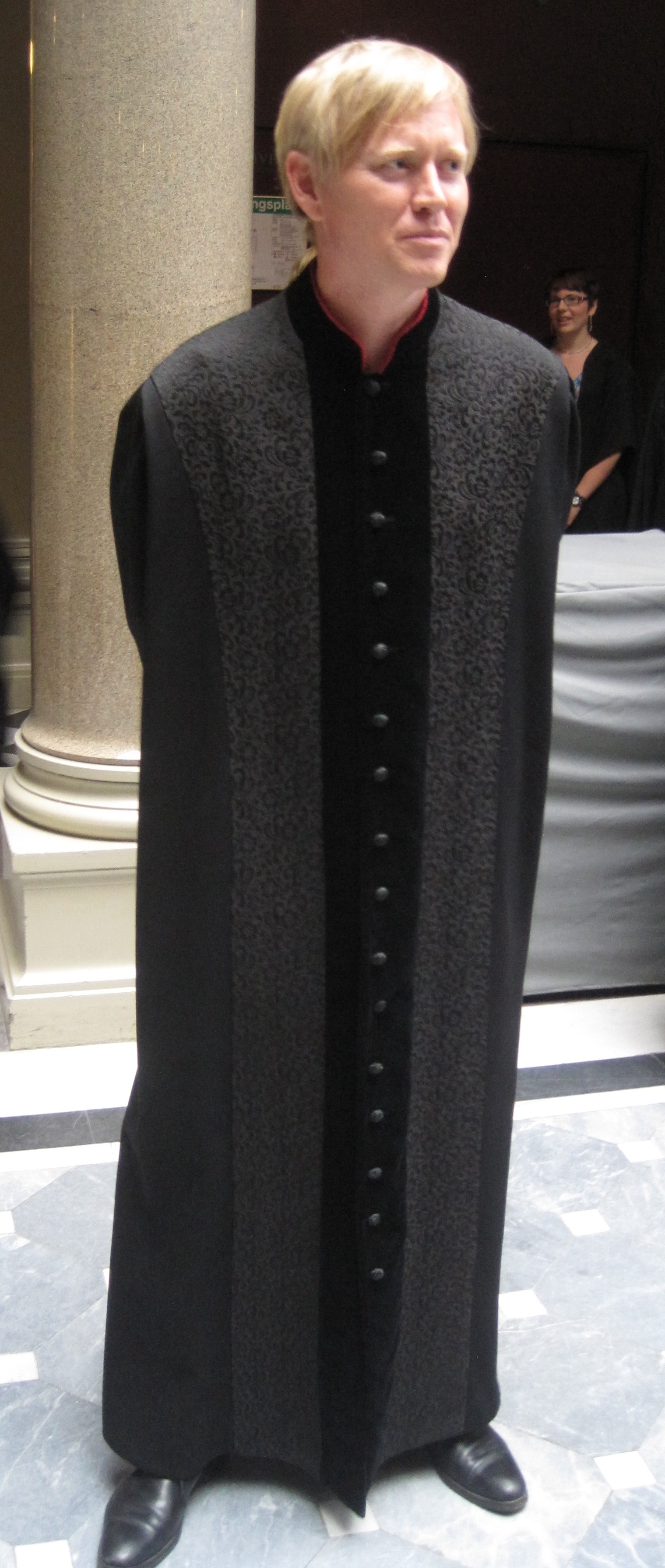
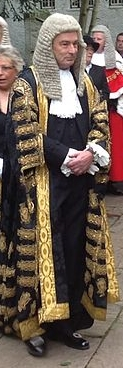
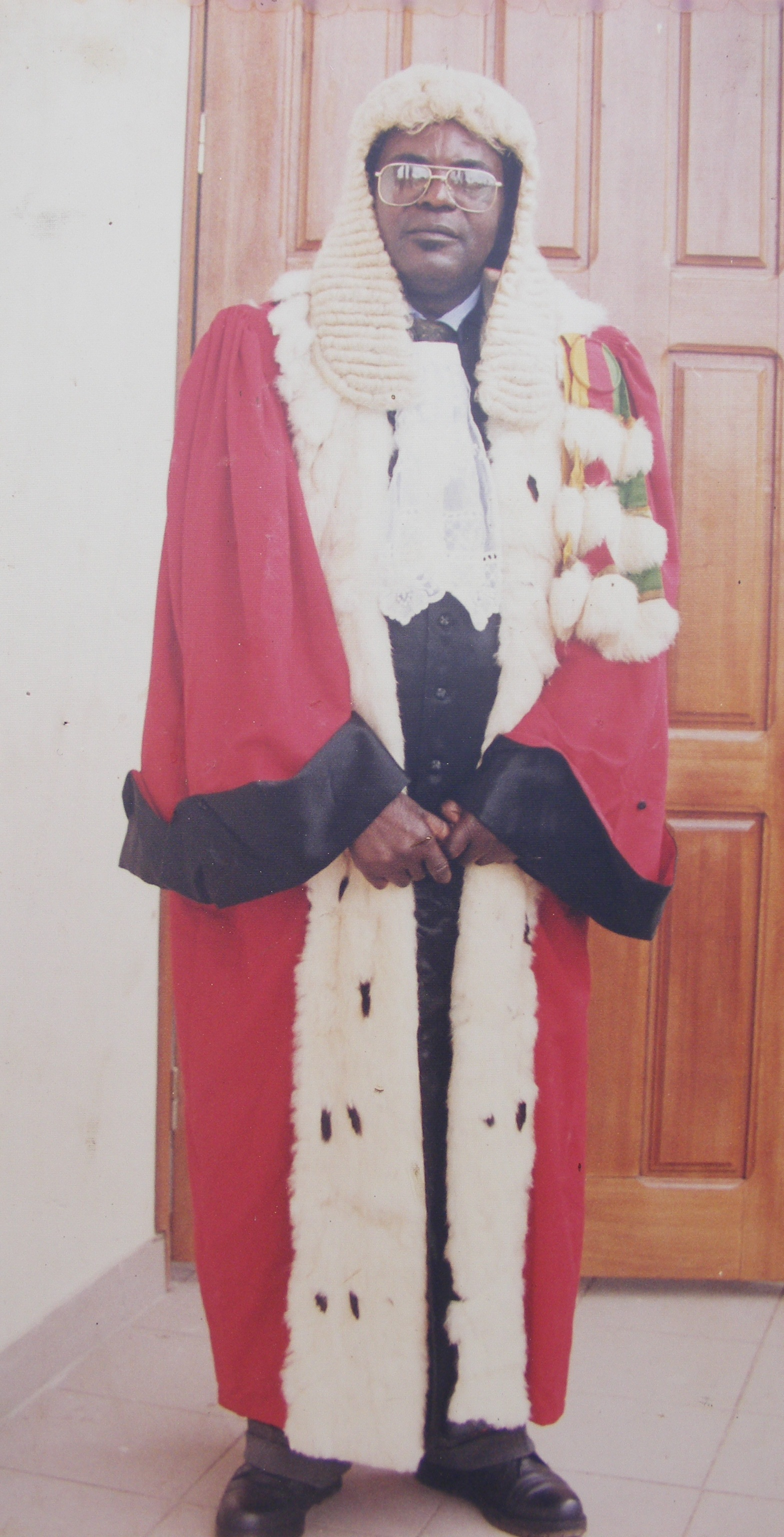
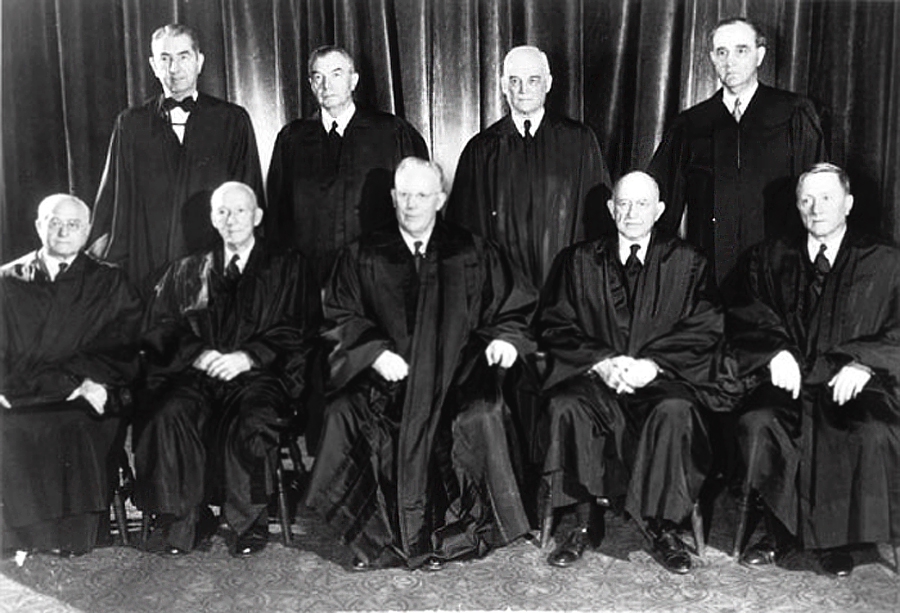